# Strombeek
Strombeek est un village belge dans la province du Brabant flamand. Il se situe à Strombeek-Bever, une section de Grimbergen. Strombeek forma la partie est et la plus développée de la section.

## Histoire
La plus ancienne mention de Strombeek date du XIIe siècle. À la fin de l'Ancien Régime, Strombeek fut érigée en commune, mais dès 1810, elle fut fusionnée avec Bever pour former Strombeek-Bever.
À partir du XIXe siècle, Strombeek commence à perdre son caractère rural pour s'intégrer à la ville de Bruxelles. Elle est notamment reliée à la ville par des liaisons directes en tram. Dans la deuxième moitié du XXe siècle Strombeek est placée à l'intérieur de Ring de Bruxelles, ce qui crée une séparation entre Bever et Strombeek tout comme l'A12. Tandis que Bever garde son caractère rural, Strombeek s'urbanise de plus en plus, et aussi, à certains degré[Quoi ?], devient plus francophone.

## Monuments
- l'église Saint-Amand (Strombeek-Bever)